# Přímá digitální syntéza
Přímá digitální syntéza (označována také zkratkou DDS z anglického Direct Digital Synthesis) je metoda vytváření signálu pomocí digitálních, digitálně-analogových a/nebo analogových obvodů.
Syntezátory frekvence obecně využívají referenční signál s konstantní frekvencí. Výstupní frekvence je pak pomocí digitálních, digitálně-analogových a/nebo analogových obvodů generována jako určitý násobek (podíl) této referenční frekvence a lze ji měnit jen diskrétně. Krok diskrétní změny výstupní frekvence závisí na poměru hodinové frekvence a počtu bitů řídícího slova. Tento krok běžně bývá v řádu setin Hz. Referenční oscilátor s pevnou výstupní frekvencí lze v praxi vytvořit s velmi dobrou frekvenční stabilitou, respektive řádově lepší než v případě oscilátorů s proměnnou frekvencí. Frekvenční stabilita výstupního signálu je pak dána pouze frekvenční stabilitou referenčního oscilátoru. V případě přímé digitální syntézy je syntezátor tvořen výhradně digitálními obvody a výstupním digitálně-analogovým převodníkem.